# اندیس سنگ چینی ۳۳۶۴
سنگ چینی ۳۳۶۴ یک اندیس مصالح ساختمانی است که در حوالی شهر گورسفید استان فارس قرار دارد و مادهٔ معدنی موجود در آن، سنگ چینی است.سنگ میزبان این اندیس شیست است و دیرینگی آن به دوران پالئوزوئیک(دونین) می‌رسد.